# Ihor Zachariak
Ihor Wołodymyrowycz Zachariak, ukr. Ігор Володимирович Захаряк, ros. Игорь Владимирович Захаряк, Igor Władimirowicz Zachariak (ur. 9 maja 1964 w Kerczu, w obwodzie krymskim) – ukraiński piłkarz, grający na pozycji obrońcy, trener piłkarski.

## Kariera piłkarska

### Kariera klubowa
W 1985 rozpoczął karierę piłkarską w miejscowym klubie Okean Kercz. W 1986 próbował swoich sił w Tawrii Symferopol, ale rozegrał tylko jeden mecz i powrócił do Okeanu Kercz. W 1990 roku przeszedł do Kubania Krasnodar, skąd po zakończeniu sezonu przeniósł się do Awtomobilista Sumy. W 1993 bronił barw Kołosu Krasnodar. W 1997 zakończył karierę w klubie Jawir Krasnopole.

### Kariera trenerska
Po zakończeniu kariery piłkarskiej rozpoczął pracę szkoleniową. Najpierw trenował Jawir Krasnopole, który potem przeniósł się do Sum i zmienił nazwę na Jawir-Sumy. W 1999 wyjechał do Rosji, gdzie przez dłuższy czas pracował w Szkole Piłkarskiej Centr-R Krasnodar. W czerwcu 2006 po tym jak większa grupa jego wychowanków została zawodnikami klubu Krasnodar-2000 Krasnodar objął stanowisko głównego trenera tego klubu. Od kwietnia 2007 prowadził drużynę rezerw Kubania Krasnodar. W 2008 pracował w sztabie szkoleniowym Bałtiki Kaliningrad, ale wkrótce powrócił do Krasnodar-2000. W 2010 pomagał trenować Żemczużynę Soczi. W lipcu 2011 otrzymał propozycję prowadzenia PFK Sumy. 12 kwietnia 2013 został zwolniony z zajmowanego stanowiska. 1 czerwca 2015 stał na czele kazachskiego Szachtiora Karaganda. 13 września 2016 objął prowadzenie Bałtiką Kaliningrad.